# Diócesis de Torit
La diócesis de Torit (en latín: Dioecesis Toriten(sis) y en inglés: Roman Catholic Diocese of Torit) es una circunscripción eclesiástica latina de la Iglesia católica en Sudán del Sur, sufragánea de la arquidiócesis de Yuba. Desde el 12 de diciembre de 2019 la diócesis es sede vacante.

## Territorio y organización
La diócesis extiende su jurisdicción sobre los fieles católicos de rito latino residentes en el estado de Ecuatoria Oriental.
La sede de la diócesis se encuentra en la ciudad de Torit, en donde se halla la Catedral de San Pedro y San Pablo. 
En 2020 el territorio estaba dividido en 20 parroquias.

## Historia
La diócesis fue erigida el 2 de mayo de 1983 con la bula Quo aptius spirituali del papa Juan Pablo II, separando territorio de la arquidiócesis de Yuba.
Debido a la guerra civil de 1984 a 2005, la diócesis operó desde Nairobi en Kenia. Tras la firma del acuerdo de paz, se abrió la sede de la diócesis en Torit. Sudán del Sur declaró su independencia el 9 de julio de 2011.

## Episcopologio
- Paride Taban (2 de julio de 1983-7 de febrero de 2004 renunció)
  - Sede vacante (2004-2007)
- Akio Johnson Mutek † (9 de junio de 2007-18 de marzo de 2013 falleció)
  - Sede vacante (2013-2019)
- Stephen Ameyu Martin Mulla (3 de enero de 2019-12 de diciembre de 2019 nombrado arzobispo de Yuba)
  - Sede vacante (desde 2019)
  - Stephen Ameyu Martin Mulla, desde el 22 de marzo de 2020 (administrador apostólico)

## Estadísticas
De acuerdo al Anuario Pontificio 2021 la diócesis tenía a fines de 2020 un total de 1 139 835 fieles bautizados.
| Año                                                                             | Población            | Población | Población      | Sacerdotes | Sacerdotes    | Sacerdotes    | Bautizados por sacerdote | Diáconos permanentes | Religiosos | Religiosos | Parroquias |
| Año                                                                             | Bautizados católicos | Total     | % de católicos | Total      | Clero secular | Clero regular | Bautizados por sacerdote | Diáconos permanentes | Varones    | Mujeres    | Parroquias |
| ------------------------------------------------------------------------------- | -------------------- | --------- | -------------- | ---------- | ------------- | ------------- | ------------------------ | -------------------- | ---------- | ---------- | ---------- |
| 1987                                                                            | 200 000              | 491 683   | 40.7           | 26         | 8             | 18            | 7692                     |                      | 21         | 15         | 8          |
| 1999                                                                            | 586 000              | 852 000   | 68.8           | 51         | 39            | 12            | 11 490                   |                      | 19         | 38         | 9          |
| 2000                                                                            | 586 000              | 852 000   | 68.8           | 46         | 34            | 12            | 12 739                   |                      | 19         | 42         | 9          |
| 2001                                                                            | 586 570              | 732 000   | 80.1           | 58         | 48            | 10            | 10 113                   |                      | 16         | 39         | 13         |
| 2003                                                                            | 592 000              | 747 000   | 79.3           | 62         | 53            | 9             | 9548                     |                      | 13         | 35         | 14         |
| 2004                                                                            | 596 000              | 750 000   | 79.5           | 68         | 67            | 1             | 8764                     |                      | 5          | 36         | 23         |
| 2010                                                                            | 682 000              | 891 000   | 76.5           | 54         | 44            | 10            | 12 629                   |                      | 26         | 17         | 19         |
| 2014                                                                            | 1 085 000            | 1 550 000 | 70.0           | 43         | 33            | 10            | 25 232                   |                      | 19         | 10         | 19         |
| 2017                                                                            | 1 040 000            | 1 529 000 | 68.0           | 45         | 35            | 10            | 23 111                   |                      | 17         | 13         | 19         |
| 2020                                                                            | 1 139 835            | 1 673 100 | 68.1           | 36         | 36            |               | 31 662                   |                      | 3          | 16         | 20         |
| Fuente: Catholic-Hierarchy, que a su vez toma los datos del Anuario Pontificio. |                      |           |                |            |               |               |                          |                      |            |            |            |